# Koldo Etxeberria
Koldo Etxeberria Igartua (Asúa, Erandio, Vizcaya, 24 de marzo de 1940 - 19 de octubre de 2016), también conocido como Koldo Etxeberria o Etxeberria, fue un futbolista español que se desempeñaba como defensa.

## Trayectoria
Se inició como futbolista profesional en el CD Basconia, entre 1960 y 1961. En 1961 llegó al Athletic Club, donde permaneció once temporadas logrando un título de Copa, siendo el capitán del equipo. En 1972, después de 372 partidos con el club bilbaíno, fichó por el Barakaldo por una temporada.

## Clubes
| Club                     | País   | Año       |
| ------------------------ | ------ | --------- |
| Club Deportivo Basconia  | España | 1960-1961 |
| Athletic Club            | España | 1961-1972 |
| Barakaldo Club de Fútbol | España | 1972-1973 |

## Palmarés
| Título                | Club          | País   | Año  |
| --------------------- | ------------- | ------ | ---- |
| Copa del Generalísimo | Athletic Club | España | 1969 |

## Selección española
Ha sido 4 veces internacional con España entre 1962 y 1963. Formó parte del combinado español que acudió al Mundial de Chile en 1962. Debutó con la selección española en Viña del Mar el 6 de junio de 1962 contra Brasil. El 30 de mayo de 1963 jugó su último partido con la selección, ante Irlanda del Norte, perteneciente a la Eurocopa de 1964.